# Macromitrium melanostomum
Macromitrium melanostomum är en bladmossart som beskrevs av Jean Édouard Gabriel Narcisse Paris och Brotherus 1908. Macromitrium melanostomum ingår i släktet Macromitrium och familjen Orthotrichaceae. Inga underarter finns listade i Catalogue of Life.